# Undercovervoertuig

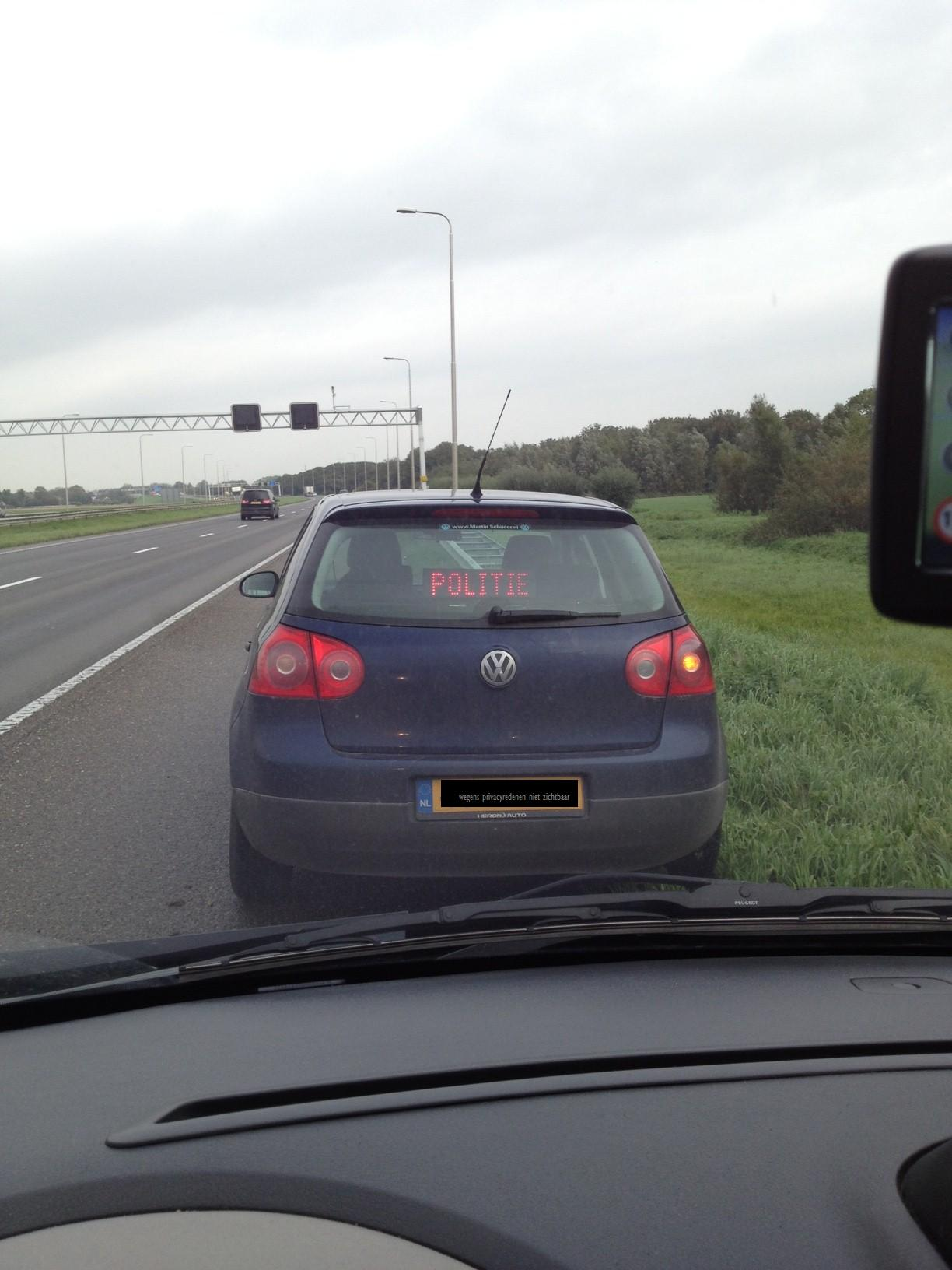
Een undercoverauto houdt een auto staande door middel van het stopbord.

Een undercovervoertuig is een overheidsvoertuig dat zich voordoet als een normaal voertuig zonder de politiekenmerken, maar meestal een patrouille of een undercoveractie uitvoert. 

Zo maakt de politie veel gebruik van dit soort voertuigen om mensen die te hard rijden of andere wegmisbruikers te onderscheppen. Het doel van dergelijke auto's is om te infiltreren in een normaal wegklimaat, zonder dat bestuurders extra op hun hoede gaan rijden. 

## Undercoverauto
Meestal zijn dit soort auto's uitgerust met camera- en meetapparatuur, zodat de snelheid gemeten kan worden van bestuurders. Begaat een bestuurder een overtreding, zal de politie deze persoon staande houden door middel van een uitklapbaar bordje, dat de politieagent vanuit de bestuurderspositie omhoog kan zetten. Ook zitten er sirenes en soms zwaailichten in de auto. Ook die kunnen vanuit de bestuurderspositie worden geactiveerd, meestal met een knop op het dashboard. Undercoverauto's worden ook ingezet voor stationaire snelheidscontroles.

## Undercovermotorfiets
Undercovermotorfietsen dienen hetzelfde doel als undercoverauto's en werken vaak samen met de auto's. Ze kunnen makkelijker inhalen en daardoor ook sneller overtreders staande houden. De Britse politie gebruikte al in het begin van de jaren zeventig undercovermotorfietsen. Deze Norton Commando 750 Interpols waren spartaanser uitgevoerd dan de normale politiemotoren. Ze ontbeerden de stroomlijnkuip en de beenschilden, maar hadden wel een kofferset om de radio te herbergen. Ze werden geleverd in blauw of zwart, in tegenstelling tot de witte politiemotoren. De aluminium strip die rond de Craven-koffers zat kon worden verlengd om zo de radioantenne te vormen en de verbindingskabels waren verborgen onder de kleding van de berijder. Later, toen stroomlijnkuipen ook op civiele motorfietsen gebruikelijk waren en civiele motorrijders ook vaak een kabelverbinding naar de helm hadden (voor de intercom of GPS) hoefden de kabels niet meer verborgen te worden. Tegenwoordig is aan de zijkanten van de kofferset een display aangebracht om aanwijzingen aan de aan te houden bestuurders te geven.

## Undercoverbus
De Nederlandse politie maakt soms gebruik van een autobus om niet-handsfree bellende automobilisten te betrappen. Vanuit de hoge bus is de overtreding makkelijk de constateren.  

## Filmmateriaal
Undercovervoertuigen zijn voorzien van camera's waardoor overtreders meteen kunnen worden geconfronteerd met hun handelingen, maar het gefilmde materiaal kan ook worden gebruikt voor bewijsvoering. Het gefilmde materiaal wordt soms gebruikt om televisieprogramma's van te maken, zoals Wegmisbruikers! en Blik op de weg.